# Балдуин II Иерусалимский
Бодуэн II де Бур (фр. Baudouin du Bourg; ок. 1075 — 21 августа 1131, Иерусалим) — граф Эдессы в 1100—1118 годах, король Иерусалима с 1118 года. Сын Гуго, графа Ретельского, и Мелисенды де Монлери. Хроники называют Балдуина родственником Эсташа Булонского, Готфрида Бульонского и Балдуина Булонского, однако документальное подтверждение их родства не было обнаружено. В 1096 году присоединился к Первому крестовому походу и отправился на Восток.

## Граф Эдессы
Первым графом Эдессы — новообразованного христианского государства на Востоке — стал Балдуин Булонский, один из главных участников 1-го крестового похода. Во время его правления Балдуин де Бур состоял на службе у князя Антиохии Боэмунда Тарентского, а когда Боэмунд в 1100 году попал в плен к сельджукам, был назначен регентом княжества и правил совместно с племянником князя Танкредом Тарентским.
В том же 1100 году умер другой выдающийся крестоносец, Готфрид Бульонский, некоронованный правитель Иерусалимского королевства, после чего королём был избран Балдуин Булонский. Отбыв в Иерусалим, Балдуин передал власть в графстве Эдесском Балдуину де Бургу. Чтобы укрепить своё положение в регионе, Балдуин де Бург взял в жены Морфию, дочь армянского князя Гавриила, правителя Княжества Мелитены.
В 1104 году Эдесса была атакована армией эмира Мосула Джекермыша и правителя Мардина Сукмана ибн Артука. Призвав на помощь крестоносцев Антиохии и Галилеи, Балдуин сразился с сельджуками у Харрана, но потерпел сокрушительное поражение. Армия крестоносцев была разбита, а сам Балдуин попал в плен и был брошен в темницу Мосула. На время его отсутствия регентом графства стал Танкред Тарентский. Танкред и Боэмунд — поскольку борьба за власть в стане предводителей крестоносцев никогда не прекращалась — не стали договариваться с сельджуками об освобождении Балдуина и предпочли выкупить лишь своих собственных вассалов. Балдуин провёл в плену четыре года и был освобождён лишь благодаря стараниям Жослена де Куртене, своего двоюродного брата по матери, который заплатил за своего сюзерена выкуп в 60 000 динаров.
Вернувшись в 1108 году в Эдессу, Балдуин обнаружил, что Танкред Тарентский прочно укрепился в графстве и не собирается возвращать ему бразды правления. Чтобы сместить Танкреда, Балдуину пришлось обратиться за помощью к Византии и даже заключить временный союз с сельджуками.

## Король Иерусалима
В 1118 году, после смерти Балдуина Булонского, корона Иерусалима должна была по закону наследования отойти его старшему брату, Эсташу III. Однако Эсташ находился во Франции — слишком далеко от Святого города — и потому Жослен де Куртене настоял на том, чтобы новым королём был избран Балдуин де Бург. Коронация Балдуина состоялась на Пасху в воскресенье 14 апреля 1118 года в базилике Рождества в Вифлееме.
Вскоре королевство подверглось двойной атаке мусульман. Со стороны Сирии на него напали сельджуки, а со стороны Египта — Фатимиды. Однако Балдуину удалось без боя оттеснить мусульман со своей территории.
В 1119 году мусульмане снова пошли в наступление, на этот раз нарушив границы княжества Антиохии. Балдуин выдвинулся с подкреплением на север, однако регент Антиохии Рожер Салернский не стал дожидаться помощи и направил войска навстречу мусульманам. В результате его армия была разбита воинами эмира Алеппо Иль-Гази, а сам Рожер во время битвы на Кровавом поле был убит ударом меча в лицо. Балдуин II опередил Иль-Гази и первым пришёл в Антиохию, а летом того же года при помощи графа Триполи Понса, заставил мусульман отступить.
К тому времени в королевстве появилось два первых военных ордена. В 1113 году был основан орден госпитальеров — религиозное братство, первоначально призванное оказывать помощь бедным и больным паломникам при госпитале Св. Иоанна Милостивого в Иерусалиме. В 1118 году был основан орден тамплиеров, а через два года орден госпитальеров был реорганизован и превратился в военно-монашеский орден. 16 января 1120 году Балдуин и патриарх Иерусалима созвали совет в Наблусе, на котором были утверждены первые письменные законы королевства.
В 1122 году Жослен де Куртене, который после воцарения Балдуина в Иерусалиме остался править в Эдессе, попал в плен к эмиру Артукиду Балаку бен Бахраму. Чтобы обеспечить безопасность Эдессы, Балдуин выдвинулся на север, но, пока объезжал границы графства, тоже был пленён Балаком. Регентом Иерусалима на время отсутствия короля был назначен Эсташ Гранье, который 29 мая 1123 года умело отразил нападение Фатимидов. В 1124 году после смерти Балака Балдуин был освобождён.
В 1125 году объединённая армия Иерусалима, Триполи и Эдессы дала сельджукам бой в окрестностях Аазаза, города на севере Сирии. Несмотря на то, что армия Бурзуки, правителя Мосула, намного превосходила их по численности, крестоносцы одержали победу, благодаря чему христианским государствам удалось частично восстановить влияние в регионе, утраченное в 1119 году.
В 1128 году Алеппо и Мосул объединились под властью эмира Занги. Понимая, что теперь покорить эти города стало невозможно, Балдуин в 1129 году призвал под свои знамёна тамплиеров и пошёл на Дамаск, однако попытка взять город провалилась.

## Преемники
Морфия Мелитенская, которая около 1101 года стала супругой Балдуина, не смогла родить ему сына. Она произвела на свет четырёх дочерей:
- Мелисенда (1101—1161), королева Иерусалима с 1131 года
- Алиса (около 1110 — ?), в 1126 году была выдана замуж за Боэмунда II, князя Антиохии
- Одиерна, в 1131 году была выдана замуж за Раймунда II, графа Триполи
- Иовета, приняла постриг

В 1129 году Балдуину пришлось объявить преемницей старшую дочь Мелисенду. Чтобы укрепить её положение на престоле, Балдуин дал ей в мужья одного из могущественных дворян-крестоносцев — опытного полководца графа Фулька Анжуйского, овдовевшего в 1126 году. Дочерей Алису и Одиерну Балдуин выдал замуж за правителей Антиохии и Триполи — князя Боэмунда II и графа Раймунда II.
Три из четырёх дочерей Балдуина II — Мелисанда, Алиса и Одиерна — были известны своим своевольным нравом и амбициями. Мелисанда — после смерти своего супруга была полноценной правительницей Иерусалимского королевства; её сыну Балдуину III пришлось вести двухлетнюю междоусобную войну с матерью, чтобы вступить на престол. Алиса — после гибели своего мужа Боэмунда II — попыталась узурпировать всю полноту власти над княжеством Антиохийским, что вынудило её отца — Балдуина II де Бурга — совершить поход на Антиохию, совместно с графами Фульком Анжуйским и Жосленом I Эдесским.
В 1131 году Балдуин заболел и 21 августа того же года скончался. Его тело было погребено в храме Гроба Господня в Иерусалиме.